# Hugo Hofstetter
Hugo Hofstetter (Altkirch, 13 febbraio 1994) è un ciclista su strada francese che corre per il team Israel-Premier Tech. Professionista dal 2016, ha vinto la Samyn 2020 e la Tro-Bro Léon 2022.

## Palmarès
- 2013 (Juniores)

Tour du Canton de Wittenheim
- 2014 (Club Cycliste d'Étupes)

3ª tappa Boucles nationales du printemps
- 2015 (Club Cycliste d'Étupes)

Campionati francesi, Prova in linea Under-23
2ª tappa Tour d'Eure-et-Loir
- 2018 (Cofidis, una vittoria)

1ª tappa Tour de l'Ain (Saint-Vulbas > Montrevel-en-Bresse)
- 2020 (Israel Start-Up Nation, una vittoria)

Le Samyn
- 2022 (Team Arkéa-Samsic, una vittoria)

Tro-Bro Léon

### Altri successi
- 2018 (Cofidis)

Classifica generale Coppa di Francia

## Piazzamenti

### Grandi Giri
- Giro d'Italia

2024: 126º
- Tour de France

2020: 115º
2022: 81º
- Vuelta a España

2023: 111º

### Classiche monumento
- Milano-Sanremo

2021: 67º
- Giro delle Fiandre

2017: ritirato
2020: ritirato
2021: 24°
2023: 86º
- Parigi-Roubaix

2016: 116º
2017: ritirato
2018: 79º
2019: 19º
2021: ritirato
2023: 78º
2024: 79º
2025: 47º

### Competizioni mondiali
- Campionati del mondo

Richmond 2015 - Gara in linea Under-23: 59º
Doha 2016 - Gara in linea Under-23: 19º

### Competizioni europee
- Campionati europei

Tartu 2015 - Cronometro Under-23: 51º
Tartu 2015 - In linea Under-23: 56º
Herning 2017 - In linea Elite: 53º
Glasgow 2018 - In linea Elite: 23º
Monaco di Baviera 2022 - In linea Elite: 30º